# Antchola
L'Antxola (1 119 ou 1 125 m), est un mont du Pays basque au-dessus de la vallée de Baïgorry. Il est situé au sud de l'Hautza (1 304 m).